# Параптероисы
Параптероисы (лат. Parapterois) — род морских лучепёрых рыб из семейства скорпеновых отряда скорпенообразных. Это морские рыбы, обитающие в Индийском океане и западной части Тихого океана. Параптероис (Parapterois heterura) иногда содержится в аквариумах.

## Классификация
На ноябрь 2018 года в род включают 2 вида:
- Parapterois heterura (Bleeker, 1856) — Параптероис
- Parapterois macrura (Alcock, 1896)

## Внешний вид и строение
Параптероисы окрашены в красно-белые цвета, а их грудные плавники расширены. Длина тела от 12,4 до 38 см.
Ряд признаков отличает его от рода крылаток, в котором впервые был описан параптероис. У параптероисов больше (18—21) лучей грудного плавника, чем у крылаток (12—17), и у первых эти лучи могут быть разветвленными, в отличие от крылаток. У параптероисов два шипа анального плавника, а у крылаток три. Кроме того, у параптероисов хвостовой плавник усечённый, а у крылаток он закруглён.

## Распределение
Параптероисы обитают в Индийском и западной части Тихого океана.

## В аквариуме
Несмотря на популярность других крылаток, параптероисы редко встречаются в аквариуме.